# Alfredo Bonanno
Alfredo Bonanno (Catânia, 4 de março de 1937 – Trieste, 6 de dezembro de 2023) foi um anarquista italiano que era envolvido no movimento, ativo na resistência contra a ditadura dos coronéis Gregos (1967-1974), e autor e editor de muitos textos anarquistas.

## Publicações (selecionadas)
- La gioia armata, Edizioni Anarchismo, 1977.
- Armed joy, Elephant Editions, 1998.
- El placer armado, Ediciones Cuarto Asalto.
- Hybris. Distruggere la religione, Biblioteca di Anarchismo - 9/10 2003.
- Trattato delle Inutilità. Parte prima: Jamais, Biblioteca di Anarchismo
- Trattato delle Inutilità. Parte seconda: Rien, Biblioteca di Anarchismo
- Nuove svolte del capitalismo, Opuscoli provvisori - 21 2009.
- I giovani in una società post-industriale, Opuscoli provvisori - 19 2009.
- Errico Malatesta e la violenza rivoluzionaria, Opuscoli provvisori - 17 2009.
- Internazionale Antiautoritaria Insurrezionalista, Opuscoli provvisori - 14 2009.
- Come un ladro nella notte, Opuscoli provvisori - 13 2009.
- Critica del sindacalismo, Opuscoli provvisori - 12 2009.
- Anarchismo insurrezionalista, Opuscoli provvisori - 10 2009.
- La bestia inafferrabile, Opuscoli provvisori - 9 2009.
- Chiusi a chiave. Una riflessione sul carcere, Opuscoli provvisori - 8 2007.
- La tensione anarchica, Opuscoli provvisori - 7 2007.
- Distruggiamo il lavoro, Opuscoli provvisori - 4 2007.
- La gioia armata, Opuscoli provvisori - 2 2007.
- Io so chi ha ucciso il commissario Luigi Calabresi, Opuscoli provvisori - 1 2007.
- A mano armata, Pensiero e azione - 14 2009.
- Saggi sull'ateismo, Pensiero e azione - 13 2009.
- Solchi, Pensiero e azione - 12 2009.
- L'ateismo di Paul-Henry Thiry d'Holbach, Pensiero e azione - 11 2009.
- Nicola Abbagnano. Critica dell’esistenzialismo positivo, Pensiero e azione - 21 2013.